# نوا (رومانی)
شهر نوا (به رومانیایی: Novaci, Romania) در شهرستان گورژ در کشور رومانی واقع شده‌است. جمعیت این شهر ۶٬۱۵۱ نفر  است.